# Anchariidae
Anchariidae – rodzina słodkowodnych ryb sumokształtnych (Siluriformes), blisko spokrewniona z ariusowatymi (Ariidae). Obejmuje 6 gatunków.

## Zasięg występowania
Endemity Madagaskaru.

## Cechy charakterystyczne
Ryby z tej rodziny różnią się od ariusowatych frędzlowymi wąsikami i budową karku.

## Klasyfikacja
Rodzaje zaliczane do tej rodziny:
- Ancharius
- Gogo

Rodzajem typowym jest Ancharius.